# Masugnen
Masugnen är ett bostadsområde i stadsdelen Korsnäs i Falun. Området ligger på en ö i Hosjöns utlopp i Runn och dess bebyggelse består av små tätt packade faluröda trävillor byggda 1977. Gatuadressen är Västra Strömvägen. Området är bilfritt; gemensam garagebyggnad och parkeringsplats finns vid dess infartsväg. På 1990-talet byggdes ett liknande område på en ö intill. De husen har gatuadress Södra Strömvägen.